# ロイヤル華ガーデン
ロイヤル華ガーデン（ロイヤルはなガーデン、Royal Hana Garden）は、ネパール・カトマンズにある、日本人が経営するレストラン。カトマンズで唯一露天風呂がある施設としても知られる。

## 概要
ネパールの山に魅せられ、出版社を退職した日本人の戸張至聖の経営による。戸張は本格的な山登りをするつもりでネパールへ赴いたものの、高山病に罹り、高山での登山はあきらめインドカレーの作り方を学ぶ。いったん帰国し、軽井沢でインドカレーレストランを開業し、インド人も一目置くほどの店であったが、7年後、思い止まずネパールへ戻ると、ヒマラヤ山脈登山者のためのレストランを開くことを画策する。苦労の末、できたのが温泉(冷泉)付き「ロイヤル華ガーデン」であった。竹林に囲まれたガーデンで日本料理を提供しているが、露天風呂の利用者には日本人だけではなく、多国籍の客が多い。客の半分は地元ネパール人らしい。2014年10月20日、移転し現在は王宮の北門通り(Uttar Dhoka Rd.) に面した場所で同様の営業を続けている。
聖路加病院の日野原医師をはじめ、田部井淳子、野口健、島田智恵子などが利用している。

## 露天風呂
地形的にヒマラヤのマグマが冷却される過程にあるためカトマンズには温泉はない。ロイヤル華ガーデンの湯は鉄分の多い地下水を使用し90度に沸かしている。成分的には日本の冷泉に当たる。
石造りの露天風呂になっている。更衣室、温水シャワー、浴衣、バスタオル、石鹸、シャンプーなどが用意され、誰でも利用できる。男女混浴になっており、水着着用。
みなみらんぼうが、2003年にランタン谷のトレッキングの帰りに利用しており、印象を日経新聞に投稿している。その際にみなみが戸張になぜカトマンズに露天風呂を作ったのか尋ねたところ「自分が入りたかったから」と答えた。また、戸張によると1番の温泉好きは韓国人、2番目がアメリカ人、次がドイツ人、スイス人と続き日本人は最下位の10番目であった。「日本人は清潔好きだが決して風呂好きじゃない」と話したエピソードが残っている。

## レストラン
幕の内弁当を初め、サーモン押し寿司、かつ丼、牛丼、うどん、など和食中心のメニューに、ナマズ料理、標高4200mのダウラギリ山麓の放牧場から運ばれた役の肉料理などネパール独自のメニューもある。

## 営業時間
- 11.00AM～9.30PM、年中無休